# Kabongo (territorium)
Kabongo is een territorium (territoire) in de Democratische Republiek Congo. Het is een van de vijf territoria van de provincie Opper-Lomami. Het heeft een oppervlakte van 20.621 km² en een bevolking van 912.000 (schatting 2020).

## Bestuur
Het territorium is opgericht in 1922 in het toenmalige Katanga en bevindt zich in het noorden van de nieuwe provincie Opper-Lomami. De hoofdplaats is de gelijknamige plaats Kabongo.
Het is onderverdeeld in een sector (Noord-Baluba) en twee chefferies (Kabongo en Kayamba).

## Geografie
De rivier Lomami stroomt door het territorium. Enkele kleinere rivieren zijn de Mulofia, Lukashi, Lukuvu, Luvudjo, Lweleji en Kihongo. Verder is er het Boyameer.
Het territorium heeft een tropisch klimaat met de meeste regen van oktober tot april en een gemiddelde temperatuur tussen 22 en 30° C.
Het territorium bestaat voornamelijk uit savanne met verspreide bossen, vooral langs de rivieren.

## Bevolking
De belangrijkste bevolkingsgroep zijn de Luba (80%). Gemeenschappelijke voertaal is het Kiluba en in mindere mate de nationale taal Swahili.
De bevolking leeft voornamelijk van landbouw. Er wordt op artisanale wijze goud gewonnen.